# Michaił Armienkow
Michaił Flegontowicz Armienkow (ros. Михаил Флегонтович Арменков, ur. 30 maja?/11 czerwca 1894 we wsi Iwańkowka w guberni włodzimierskiej, zm. 22 kwietnia 1967 w Semipałatyńsku) – radziecki polityk, przewodniczący Komitetu Wykonawczego Rady Obwodowej w Aktiubińsku (1938–1939), I sekretarz Komitetu Obwodowego Komunistycznej Partii (bolszewików) Kazachstanu w Pawłodarze (1941–1943).

## Życiorys
1915–1917 służył w rosyjskiej armii, a 1918–1923 w Armii Czerwonej. 1918 słuchacz kursów politycznego personelu Armii Czerwonej Jarosławskiego Okręgu Wojskowego, 1923–1924 szef gubernialnego domu poprawczego, 1924–1925 sekretarz komitetu RKP(b) w Państwowej Fabryce Chemicznej. Później kierownik wydziału agitacyjno-propagandowego i sekretarz odpowiedzialny Makarjewskiego Powiatowego Komitetu WKP(b) w obwodzie iwanowsko-wozniesieńskim, 1929–1930 pełnomocnik Pełnomocnego Przedstawicielstwa OGPU w obwodzie iwanowsko-wozniesieńskim. 1930–1932 studiował na Komunistycznym Uniwersytecie im. Swierdłowa, 1932–1933 sekretarz rejonowego komitetu WKP(b) w obwodzie północnokazachstańskim, 1933–1934 kierownik wydziału Komitetu Miejskiego WKP(b) w Szymkencie, 1934–1937 szef Wydziału Politycznego zarządu sowchozów, 1937–1938 I sekretarz komitetu rejonowego KP(b) Kazachstanu w obwodzie aktiubińskim, 1938 kierownik Wydziału Zarządzania Organami Partyjnymi Komitetu Obwodowego KP(b)K w Aktiubińsku, 1938–1939 przewodniczący Komitetu Wykonawczego Rady Obwodowej w Aktiubińsku. 1940–1941 zastępca kierownika Wydziału Przemysłowego KC KP(b)K, 1941 kierownik Wydziału Przemysłu Spożywczego KC KP(b)K, 1941–1943 I sekretarz Komitetu Obwodowego KP(b)K w Pawłodarze, następnie sekretarz Tatarskiego Rejonowego Komitetu WKP(b) w obwodzie nowosybirskim i sekretarz Tatarskiego Miejskiego Komitetu WKP(b) w obwodzie nowosybirskim. 1945–1946 sekretarz Wiejskiego Rejonowego Komitetu KP(b)K w Ałma-Acie, 1946-1950 pełnomocnik obwodowego trustu w Semipałatyńsku. Odznaczony Orderem Czerwonego Sztandaru (1920) i Orderem Czerwonego Sztandaru Pracy.